# Feuchtgebiete am Ilvesbach
Koordinaten: 49° 13′ 49″ N, 8° 52′ 21″ O
Das Naturschutzgebiet Feuchtgebiete am Ilvesbach liegt auf dem Gebiet der Stadt Sinsheim im Rhein-Neckar-Kreis in Baden-Württemberg.
Das  Gebiet erstreckt sich westlich des Sinsheimer Stadtteils Steinsfurt zu beiden Seiten der Landesstraße L 550 entlang des Ilvesbaches, der in der Mitte des Gebietes das dauerangestaute Hochwasserrückhaltebecken Rau(h)wiesensee durchläuft. Am nordöstlichen Rand des Gebietes verläuft die A 6.

## Bedeutung
Das 39,1 ha große Gebiet steht seit dem 5. Oktober 1989 unter der Kenn-Nummer 2.121 unter Naturschutz. Es handelt sich um eine in ihrer Struktur noch weitgehend natürliche Bachaue, die durch Umwandlungs- und Gestaltungsmaßnahmen ökologisch noch aufgewertet wird. Es ist ein Feuchtgebiet mit überregionaler Bedeutung als Brut- und Rastbiotop für Vögel.